# Fiala

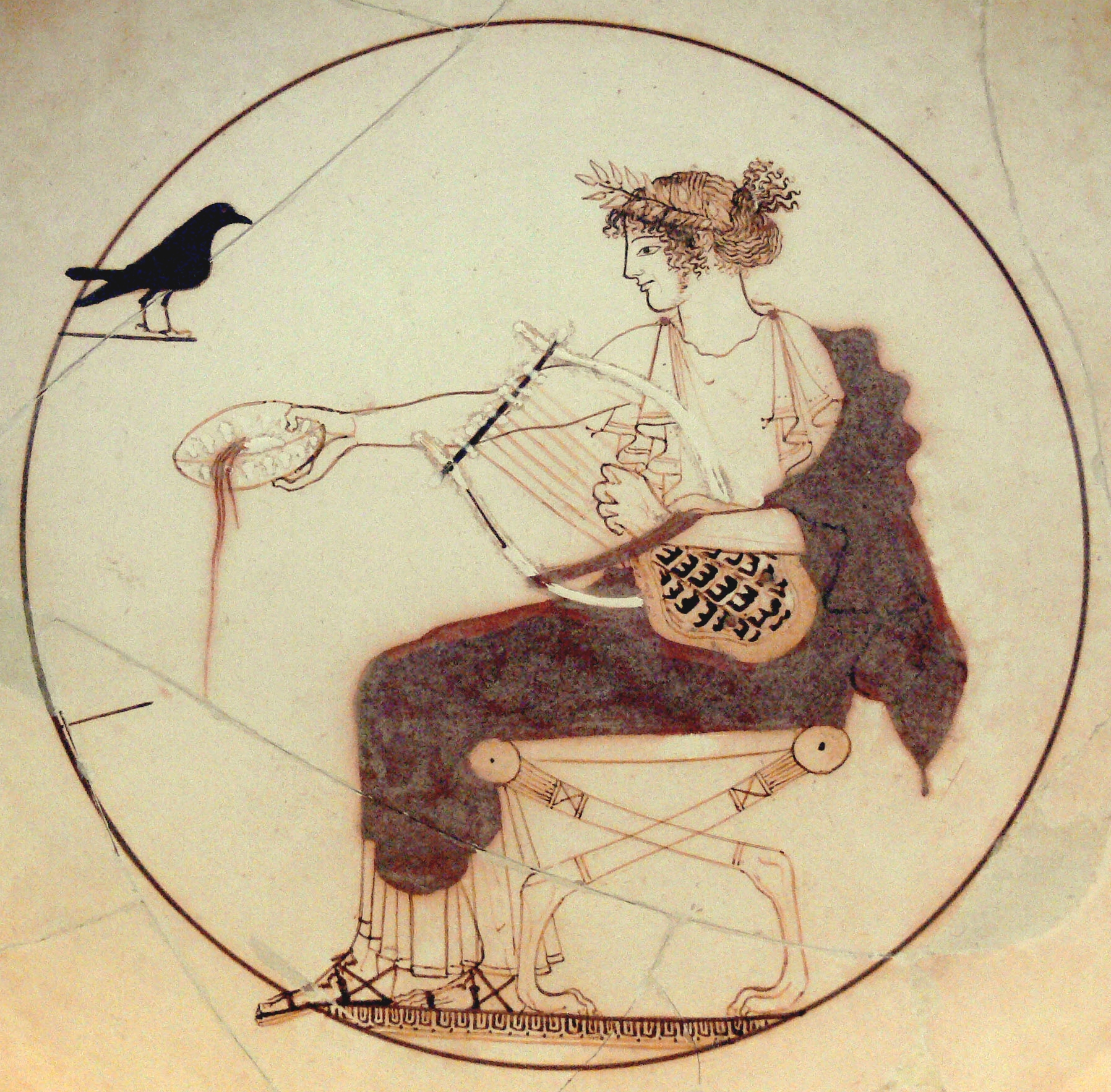
Apol·lo Citaré oferint una libació amb una fiala, c. 460 ae (Museu Arqueològic de Delfos)

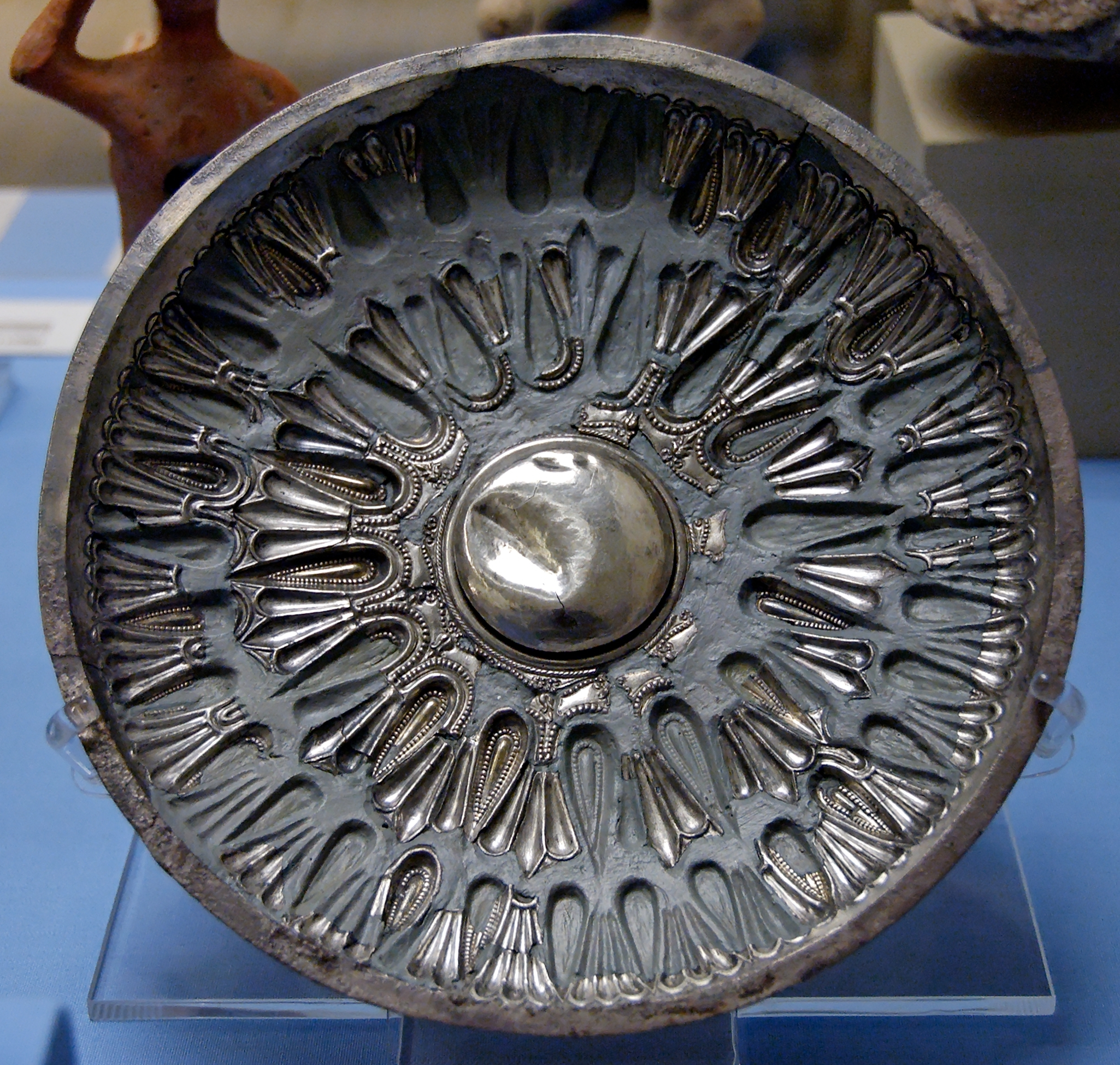
Fiala d'argent, c. 400–350 ae, d'Ítaca, Grècia

Fiala o fiale (grec antic φιάλη, phiálê, i més tard el llatí phiala) és el nom donat per la terminologia actual a un tipus de ceràmica grega o got metàl·lic. Tenia forma de plat, bol o tassa —redona, ampla i poc fonda— sense anses ni peu, a diferència del cílix (kylix).
Se solia emprar per a libacions que consistien a vessar vi, llet o mel en honor dels déus. També n'hi ha exemplars en metalls preciosos com ara argent i or, entre els referits per Ramón Menéndez Pidal esmentats amb el terme 'fiala' del romancer tradicional.
Probablement, les fiales d'argent formassen part del tresor, com al santuari d'Apol·lo de Delos en l'època de la independència de la ciutat.